# Флаг Юрги
Флаг муниципального образования «Юрги́нский городской округ» Кемеровской области Российской Федерации.
Ныне действующий флаг утверждён 15 декабря 2004 года как флаг муниципального образования «Город Юрга» (после муниципальной реформы 2006 года — Юргинский городской округ).

## Описание
«Прямоугольное полотнище синего цвета с отношением высоты к длине 2:3, в центре которого фигуры из герба города Юрги: чёрный вздыбленный конь на фоне жёлтого пламени».

## Обоснование символики
Флаг составлен на основании герба муниципального образования «Город Юрга», по правилам и соответствующим традициям геральдики и отражает исторические, культурные, социально-экономические, национальные и иные местные традиции.
Главной фигурой флага является конь — один из древнейших символов развития, движения вперёд, стремления к совершенству, гармонии с природой. Одним из популярных толкований города «Юрга» — конь-иноходец. Изображение коня в наскальных рисунках Тутальской и Никольской писаниц говорит о том что и в древнейшие времена для пращуров, населявших окрестности Юрги, конь имел первостепенное значение.
Конь, вставший на дыбы, аллегорически показывает, что Юрга — город молодой. В перекличке с настоящим, фигура коня на флаге символизирует рабочее начало — город начинался с рабочего посёлка.
Чёрный цвет символизирует благоразумие, мудрость, покой.
Огонь — воплощение энергии, символ жизни, возрождения. В годы войны из рабочего посёлка Юрга на фронт ушло 15 тысяч человек, 5 тысяч из них погибли на фронтах Великой Отечественной войны. Память о них отображена в образе огня. В настоящее время в городе имеется воинская часть и самый крупный в Сибири полигон. Военнослужащие гарнизона неоднократно принимали участие в современных военных действиях.
По другой версии происхождения гидронима «Юрга» — «жирная речка». Весной, когда речка Томь входила в свои берега и земля нагревалась лучами солнца, долина реки покрывалась жёлтыми цветами. Цветов было так много и они так долго цвели, что долина казалась золотой. Жёлтый цвет (золото) символизирует богатство, справедливость, уважение, великодушие.